# Нововознесенское сельское поселение
Нововознесенское се́льское поселе́ние — муниципальное образование в Очёрском районе Пермского края Российской Федерации.
Административный центр — деревня Нововознесенск.

## История
Статус и границы сельского поселения установлены Законом Пермской области от 10 ноября 2004 года № 1729-352 «Об утверждении границ и о наделении статусом муниципальных образований Очерского района Пермской области».

## Население
| 2010  | 2012  | 2013  | 2014  | 2015  | 2016  | 2017  |
| ----- | ----- | ----- | ----- | ----- | ----- | ----- |
| 1149  | ↗1155 | ↘1143 | ↗1161 | ↘1150 | ↘1134 | ↘1128 |
| 2018  | 2019  |       |       |       |       |       |
| ↗1137 | ↗1138 |       |       |       |       |       |

## Состав сельского поселения
| №  | Населённый пункт | Тип населённого пункта          | Население |
| -- | ---------------- | ------------------------------- | --------- |
| 1  | Белобородово     | деревня                         | 21        |
| 2  | Ежово            | деревня                         | 4         |
| 3  | Забегалово       | деревня                         | 43        |
| 4  | Зимы             | хутор                           | ↘0        |
| 5  | Макарова Гора    | деревня                         | 5         |
| 6  | Меновщики        | деревня                         | 11        |
| 7  | Мокрушино        | деревня                         | 21        |
| 8  | Наберухи         | деревня                         | 100       |
| 9  | Низовская        | деревня                         | 69        |
| 10 | Нововознесенск   | деревня, административный центр | 363       |
| 11 | Семёново         | деревня                         | 350       |
| 12 | Скакуны          | деревня                         | 156       |
| 13 | Спирята          | деревня                         | 4         |
| 14 | Чечки            | деревня                         | 0         |